# L'home invisible (pel·lícula de 1933)
L'home invisible (títol original: The Invisible Man) és una pel·lícula de terror de ciència-ficció estatunidenca de 1933 dirigida per James Whale basada en la novel·la de 1897 de H.G. Wells, del mateix nom, produïda per Universal Pictures, i protagonitzada per Gloria Stuart, Claude Rains i William Harrigan. Està doblada al català.

## Argument
El doctor Jack Griffin està cobert d'embenats i té els ulls enfosquits per unes ulleres fosques, fruit d'un experiment secret que el fa invisible. Sense sortir mai a l'exterior, el desconegut exigeix que la gent que l'envolta el deixi completament sol fins que la seva patrona i els vilatans descobreixen que és invisible. Griffin va a casa del seu col·lega, el doctor Kemp i li explica els seus plans per crear un regnat de terror. La seva promesa Flora Cranley, la filla del seu patró, el Dr. Cranley, aviat s'assabenta que el descobriment de Griffin l'ha tornat boig, el que el porta a demostrar la seva superioritat sobre altres persones fent bromes inofensives al principi i, finalment, girant-se a assassinar.

## Repartiment
- Gloria Stuart com Flora Cranley
- Claude Rains com Dr. Jack Griffin
- William Harrigan com Dr. Arthur Kemp
- Henry Travers com Dr. Cranley
- Una O'Connor com Jenny Hall
- Forrester Harvey com Herbert Hall
- Dudley Digges com cap dels detectius
- E. E. Clive com a agent de policia Jaffers
- Dwight Frye com reporter
- Merle Tottenham com Millie

## Producció
L'home invisible estava en desenvolupament per a Universal ja l'any 1931 quan Richard L. Schayer i Robert Florey van suggerir que la novel·la de Wells seria un bon seguiment de l'èxit de la pel·lícula de terror de l'estudi Dràcula. Universal va optar per fer Frankenstein el 1931. Això va fer que s'escriguessin diverses adaptacions del guió i que diversos directors potencials, com Florey, E. A. Dupont, Cyril Gardner i els guionistes John L. Balderston, Preston Sturges i Garrett Fort, signessin tots per desenvolupar el projecte amb la intenció que fos una pel·lícula per a Boris Karloff. Després del treball de Whale a The Old Dark House protagonitzat per Karloff i The Kiss Before the Mirror, Whale va signar i el seu col·lega guionista R. C. Sherriff va desenvolupar un guió a Londres. La producció va començar el juny de 1933 i va acabar a l'agost amb dos mesos de treball d'efectes especials realitzats després del final del rodatge.

## Estrena
A l'estrena de la pel·lícula l'any 1933, va ser un gran èxit financer per a Universal i va rebre fortes crítiques de diverses publicacions comercials, i també de The New York Times, que la va considerar una de les millors pel·lícules de 1933. La pel·lícula va generar diverses seqüeles que no tenien relació amb la pel·lícula original dels anys quaranta. La pel·lícula va continuar rebent elogis per les reavaluacions de crítics com Carlos Clarens, Jack Sullivan i Kim Newman, a més de ser catalogada com una de les seves pel·lícules de gènere preferides pels cineastes John Carpenter, Joe Dante i Ray Harryhausen. El 2008, L'home invisible va ser seleccionat per al National Film Registry dels Estats Units per la Biblioteca del Congrés com a "important cultural, històricament o estèticament".